# Gianni Bertolotti
Gianni Bertolotti, né le 12 février 1950, à Milan, en Italie, est un ancien joueur italien de basket-ball. Il évolue durant sa carrière au poste d'ailier.

## Palmarès
- 3e du championnat d'Europe 1975
- Coupe d'Europe des clubs champions 1984
- Champion d'Italie 1976, 1979, 1980
- Coupe d'Italie 1974